# Liste der Geotope in Chemnitz
Diese Liste enthält die Geotope in der Stadt Chemnitz.

| Name                                                         | Bild           | Geotop ID | Gemeinde / Lage | Beschreibung | Schutzstatus |
| ------------------------------------------------------------ | -------------- | --------- | --- | --- | ------------ |
| Steinbruch Adelsberg                                         |                | 1190      | Chemnitz, Adelsberg 300 m östlich von Adelsberg, 1,2 km südöstlich von Gablenz                                                                                             | Erzgebirgsbecken, Mittelsächsische Senke Aufschluss Feinschichtige Quarzite, stark geklüftet, Kluftbelege rostrot; Phyllite und Quarzphyllite mehrfach isoklinal gefaltet, polyphas geschiefert; Bildung von Quarzseggregaten mit mindestens zweifacher Faltung                                                                            | LB           |
| Eiszeit-Markierungsstein                                     |                | 750       | Chemnitz, Altchemnitz Stadtpark Chemnitz, Südrand Stadparkteich | Erzgebirgsbecken, Mittelsächsische Senke Geohist. Objekt Eiszeitstein besteht aus Lausitzer Granodiorit mit Tafel und Beschriftung | unbekannt    |
| Alte Lehmgrube Altendorf                                     |                | 208       | Chemnitz, Altendorf Gemarkungen Alttendorf und Schönau, südlich Limbacher Straße am alten Ziegeleigelände bzw. Sportplatz                                                  | Erzgebirgsbecken, Mittelsächsische Senke Aufschluss, Grube Stark zugewachsen; anstehende Lehmwände sind nur noch in der benachbarten, aktiven Grube zugänglich | FND          |
| Teilvorkommen Altendorfer Achat                              |                | 743       | Chemnitz, Altendorf 300 m nördlich von Rottluff, Westfortsetzung der Straße "Berganger" auf das angrenzende Feld                                                           | Erzgebirgsbecken, Erzgebirge Aufschluss Untergrund nicht erkennbar; Achatsammlung nur in vegetationsfreier Periode möglich, wenn überhaupt | LB           |
| Ehemalige Lehmgrube Borna                                    |                | 203       | Chemnitz, Borna-Heinersdorf 500 m östlich der Kleinsiedlung Bornaer Höhe                                                                                                   | Erzgebirgsbecken, Mittelsächsische Senke Aufschluss, Grube Quartärschotter mit diskordant unterlagernden, fossilführenden Tonschiefern, Kohlelagen | FND          |
| Eiszeithang am Falkenplatz-Festplatz (Hartmannsplatz)        |                | 200       | Chemnitz 400 m südlich des Schlossteichs an der Chemnitz | Erzgebirgsbecken, Mittelsächsische Senke Relief / Landschaft |              |
| Gebiet um den Eibsee                                         | weitere Bilder | 199       | Chemnitz Zwischen Chemnitz und Euba | Mittelsächsische Senke Aufschluss | FND          |
| Semmlerscher Steinbruch                                      |                | 206       | Chemnitz Unsicher, möglicherweise Chemnitz-Hilbersdorf, Dresdner Straße 230                                                                                                | Erzgebirgsbecken, Mittelsächsische Senke Aufschluss, Steinbruch Zeisigwalder Rhyolithsteinbrüche |              |
| Stadtparkhang                                                |                | 207       | Chemnitz | Erzgebirgsbecken, Mittelsächsische Senke Aufschluss | FND          |
| Versteinerte Baumstämme im Naturkundemuseum                  |                | 960       | Chemnitz Naturkundemuseum Chemnitz, im "Das Tietz" in Chemnitz, Bahnhofstraße                                                                                              | Erzgebirgsbecken, Mittelsächsische Senke Geohist. Objekt, Naturkundl. Schauobjekte Gruppe verkieselter Baumstämme aus Hilbersdorf, ehemals vor dem Theater(-platz); seit wenigen Jahren in den Innenhof des Tietz (neues Naturkundemuseum) verlegt                                                                                         | unbekannt    |
| Amphibolitlinse Draisdorf                                    |                | 210       | Chemnitz 200 m nördlich von Draisdorf, rechts der B 107 | Mulde-Lößhügelland, Granulitgebirge Aufschluss, Aufgelassener Steinbruch Ehemaliger Steinbruch nördlich von Draisdorf | FND          |
| Dostsche Halde (Fuchsberg) im Zeisigwald                     |                | 205       | Chemnitz Fuchsberg im Zeisigwald, 400 m östlich von Chemnitz, Ortsausgang Richtung Freiberg                                                                                | Erzgebirgsbecken, Mittelsächsische Senke Aufschluss Am Ortsausgang etliche auflässige Steinbrüche; Zeisigwald-Porphyrtuff (Rhyolith) | FND          |
| Ratssteinbruch (heute Märchenwald)                           | weitere Bilder | 204       | Chemnitz, Hilbersdorf Zeisigwald, Ratssteinbruch. 500 m östlich von Chemnitz im Fuchsberggebiet                                                                            | Erzgebirgsbecken, Mittelsächsische Senke Aufschluss, Aufgelassener Steinbruch Im Nordost-Abschnitt des Erzgebirgischen Beckens erreicht Zeisigwalder Rhyolithtuff von Chemnitz größte Mächtigkeit; im Rotliegenden mächtige Lavaausbrüche mit Tuffablagerungen; Gesteine mit unterschiedlicher Färbung (hellgrün gelb, hellviolett), porös | FND          |
| Felsendome Rabenstein                                        | weitere Bilder | 211       | Chemnitz, Rabenstein Schaubergwerk "Felsendome Rabenstein", nach dem Kalkwerk 4                                                                                            | Mulde-Lößhügelland, Granulitgebirge Aufschluss, Steinbruch und Grube Mächtigkeit 30 - 35 m; Ausbildung von zwei Lagern mit 10 - 15 m mächtigen Zwischenlager: Dunkelgebänderte Calcitmarmore, darüber Wechsel von Amphibolschiefern, Phylliten und Marmoren, darüber dunkle, feinkristalline Calcitmarmore                                 | FND          |
| Burg Rabenstein                                              | weitere Bilder | 985       | Chemnitz, Rabenstein Felsen der Burg Rabenstein südöstlich von Oberrabenstein                                                                                              | Mulde-Lößhügelland, Granulitgebirge Aufschluss, Felsen Glimmerschiefer des Schiefermantels, Scherzonen | unbekannt    |
| Crimmitschauer Wald - Rottluffer Feldflur                    |                | 202       | Chemnitz, Rabenstein 1,2 km nordöstlich Rottluff | Mulde-Lößhügelland, Granulitgebirge Relief / Landschaft |              |
| Alter Steinbruch in Röhrsdorf (Granulitsteinbruch Röhrsdorf) |                | 406       | Chemnitz, Röhrsdorf Unmittelbar nördlich von Chemnitz-Röhrsdorf: 300 m östlich der Verbindungsstraße zur B 95                                                              | Mulde-Lößhügelland, Granulitgebirge Aufschluss, Aufgelassener Steinbruch Das Gestein im alten Steinbruch von Röhrsdorf ist der typische sächsische Granulit; bekannt und oft abgebildet ist eine Falte mit hellen quarzitischen und dunklen biotitischen Lagen                                                                             |              |
| Steinbrüche Rottluff                                         |                | 1191      | Chemnitz, Rottluff 450 m nordöstlich der Felsendome Rabenstein. Nordrand von Rottluff, östlich der A 72; Rottlufer Steinbrüche und Umgebung, sogenannter Kupferscher Bruch | Erzgebirgsbecken, Mittelsächsische Senke Aufschluss Mittelkörnige, schiefrige Grauwacken, lokal grobkörnig, Einschaltungen von Kieselschiefern und Metavulkaniten | unbekannt    |
| Eiszeithang am Schloßteich                                   |                | 201       | Chemnitz, Schloßchemnitz Südlich vom Schlossteich | Erzgebirgsbecken, Mittelsächsische Senke Relief / Landschaft |              |